# 福島県道26号小名浜平線

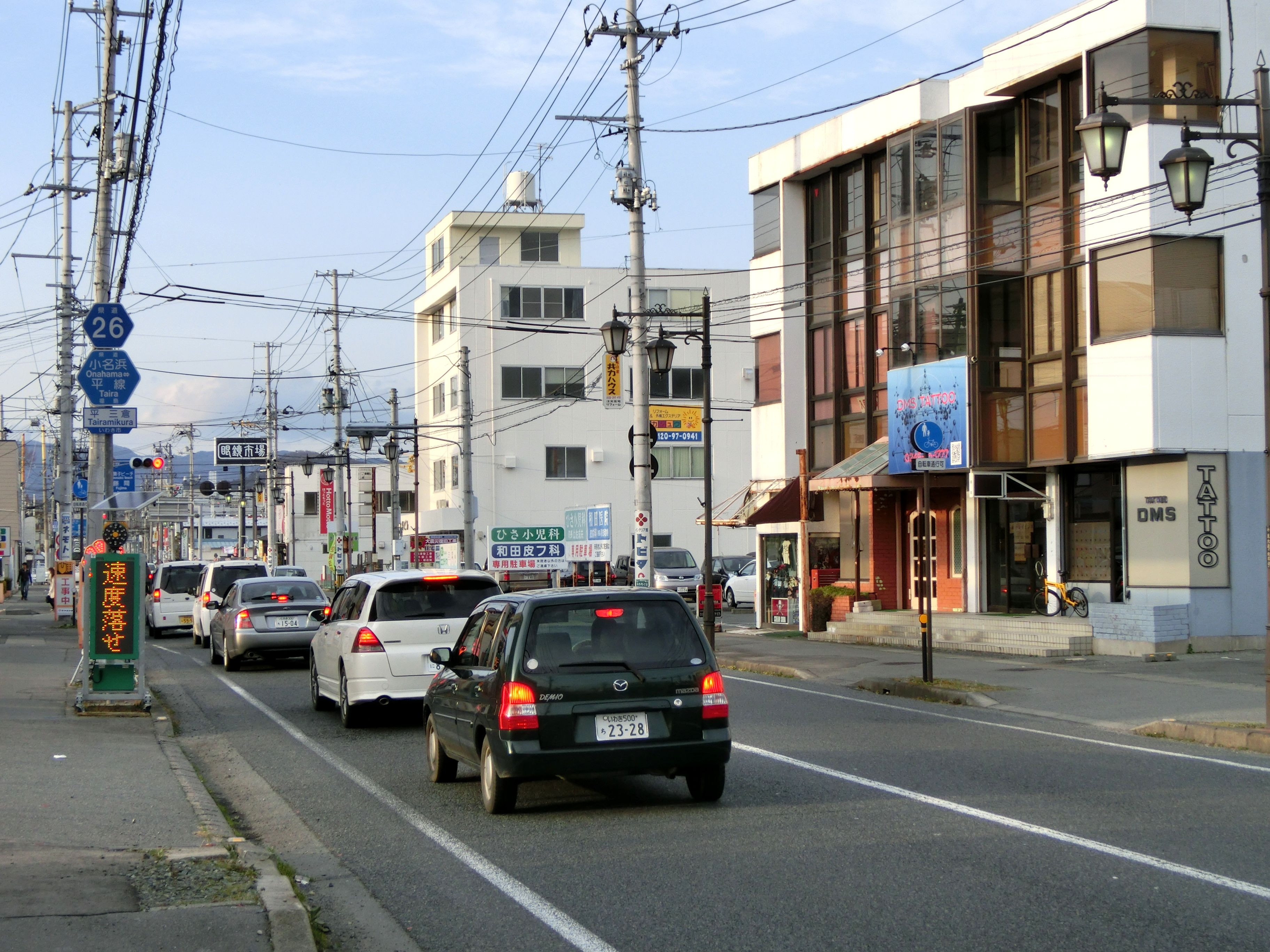
いわき市平付近（2012年3月）

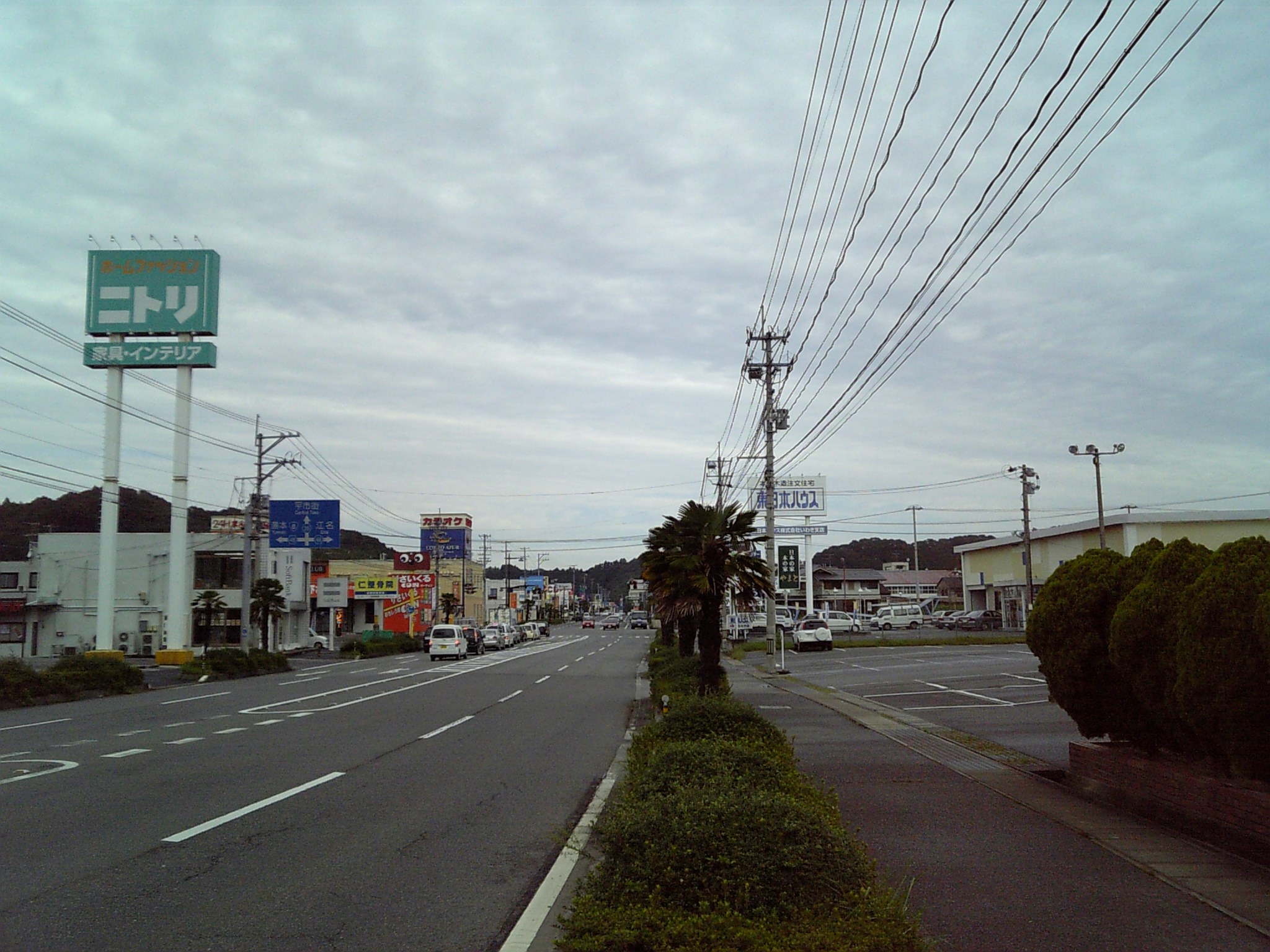
いわき市鹿島町の県道48号交点付近（2007年9月）

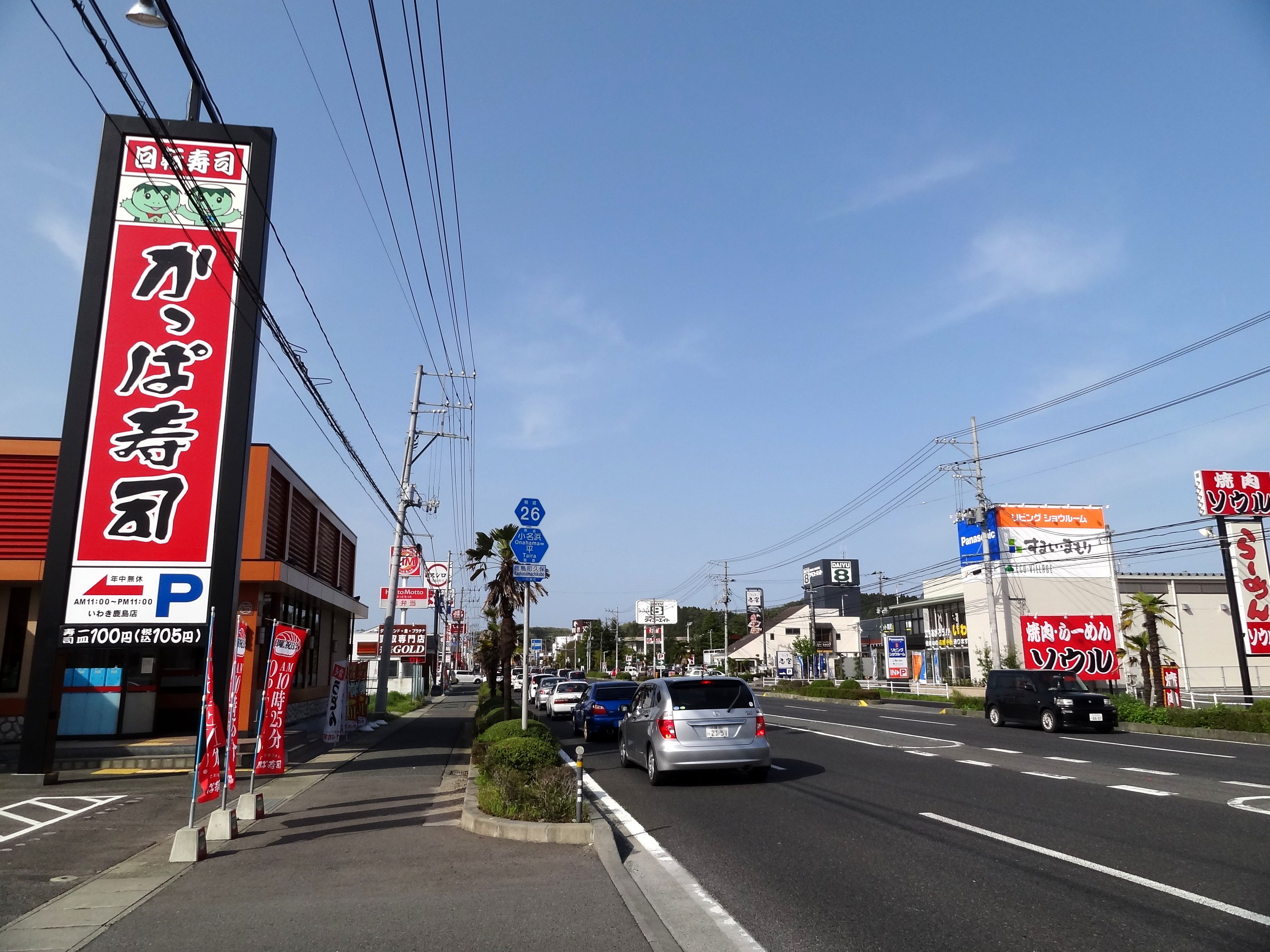
いわき市鹿島町久保付近（2011年5月）

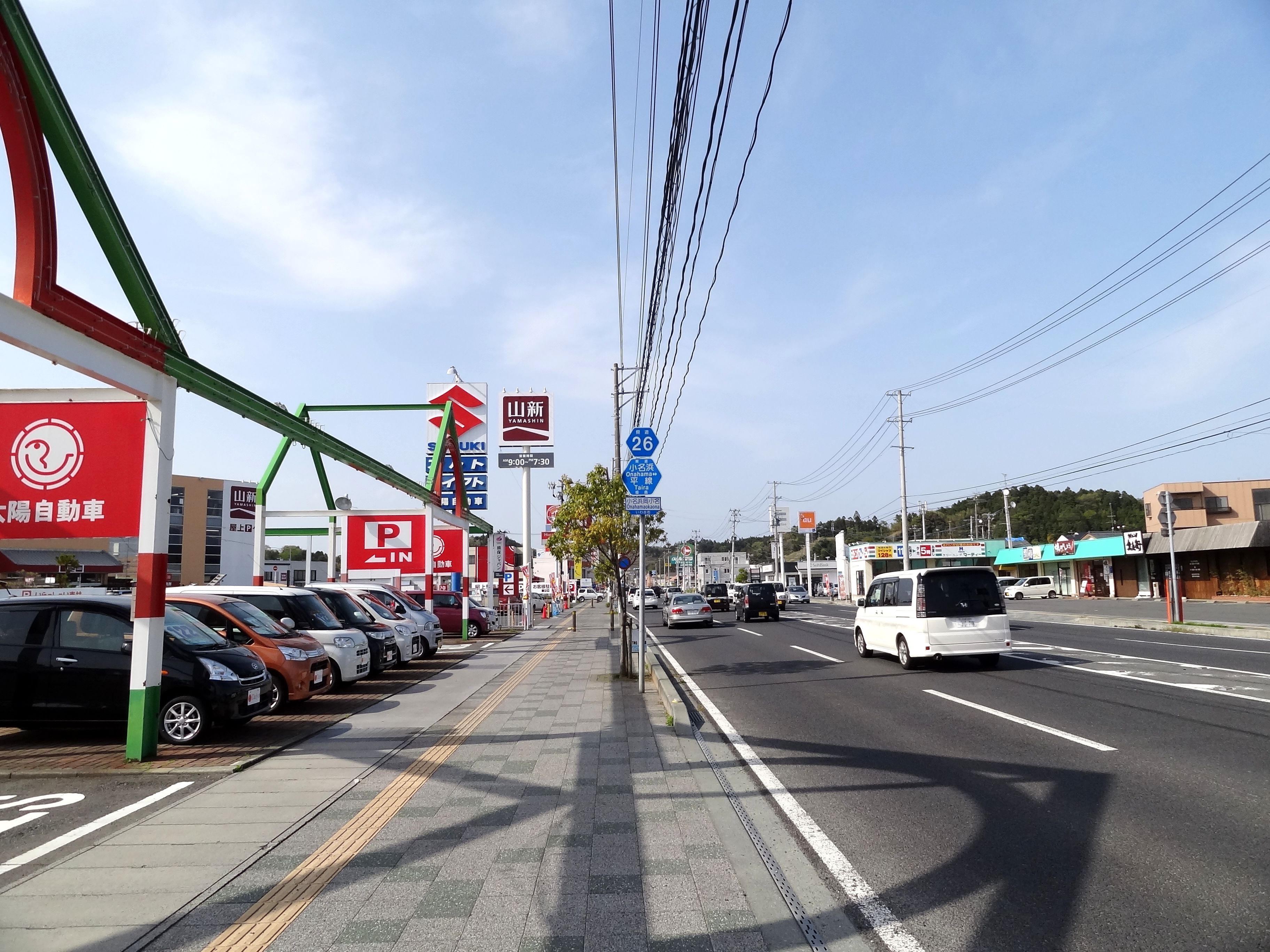
いわき市小名浜岡小名付近（2011年5月）

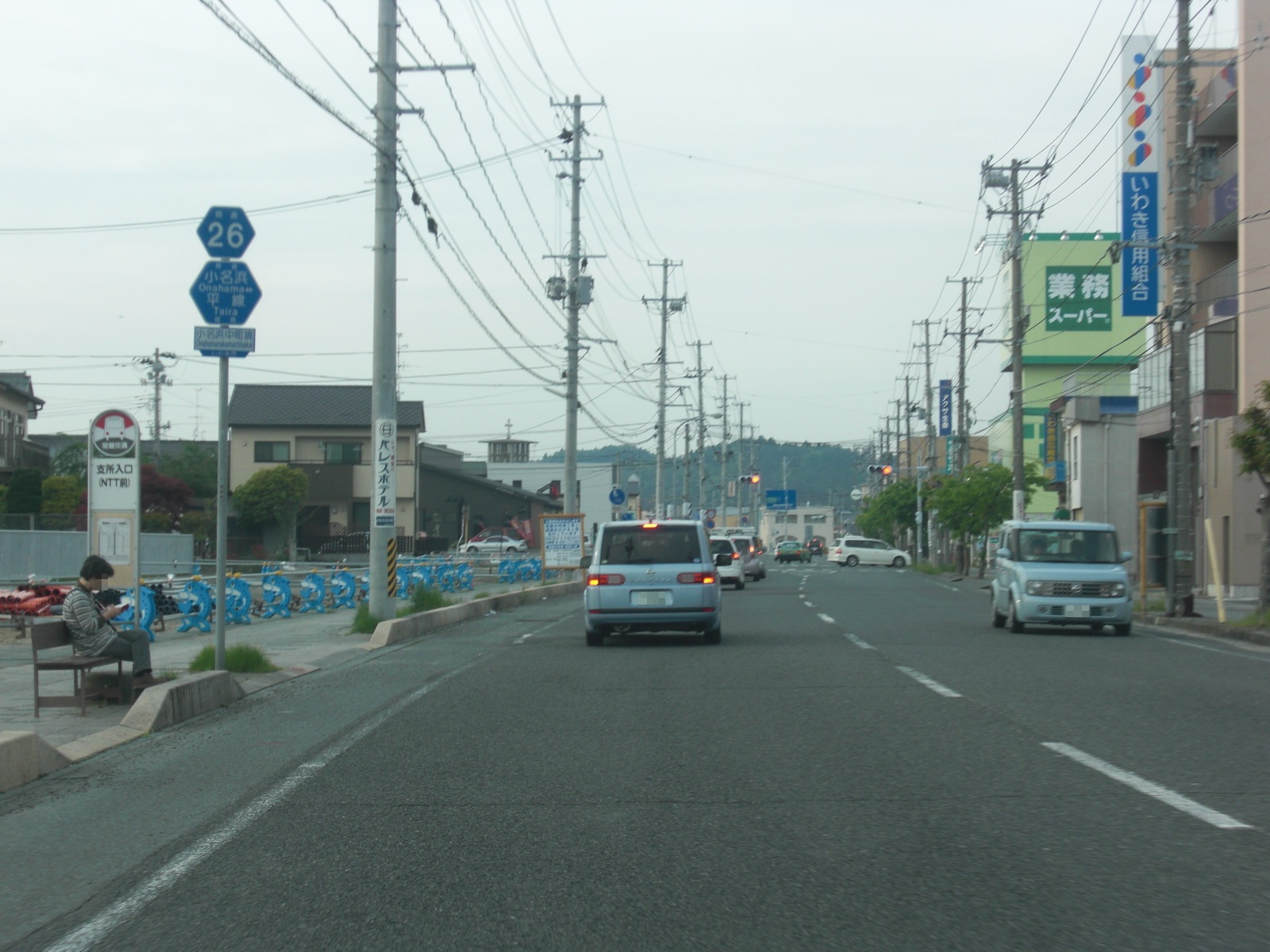
いわき市小名浜中町境（2012年5月）

福島県道26号小名浜平線（ふくしまけんどう26ごう おなはまたいらせん）は、福島県いわき市にある県道（主要地方道）である。

## 概要
いわき市を代表する市街地である小名浜と平を直結する幹線道路であり、「鹿島街道」と呼ばれる。沿線には郷ケ丘や中央台、若葉台といった住宅地や団地が存在し、平谷川瀬周辺や鹿島町から小名浜郊外にかけていわきエブリアやヨークタウン谷川瀬といった大型のロードサイド店が存在することから交通量が多い道路である。
起点から平谷川瀬（三倉橋南詰・市道平内郷線交点）までは片側2車線で整備されている。従来は小名浜市街地での渋滞が慢性化していたが、2015年度までに順次拡幅され混雑は解消された。一方、平谷川瀬から終点にかけては片側1車線の平市街地を縦貫する通りとなっている。
常磐上矢田町（若葉台交差点）から終点にかけての区間は従来の鹿島街道のバイパスとして建設され1989年3月に開通した区間であるが、便宜上この区間も鹿島街道と呼ばれる場合がある。旧道は現在いわき市道十五町目若葉台線となっている。

### 路線データ
- 起点：いわき市小名浜字本町
- 終点：いわき市平正内町
- 総延長：11.800 km
  - 実延長：11.800 km[1]

## 歴史
- 1883年頃 - 福島県により旧来の街道が車道化され、その後、軍司山（飯野・鹿島村境）、御代坂（鹿島・玉川村境）の隧道が切通しに開削される。[2][要出典]
- 1918年 - 福島県議会において、軍司山、御代坂の掘下げが議案提出され可決される[2][要出典]
- 1920年4月 - （旧）道路法施行。県道平小名浜線に指定される。[2][要出典]
- 1953年1月 - 建設省道路審議会において、平〜小名浜間が二級国道の計画路線から外される。[2][要出典]
- 1953年6月 - 県道平小名浜線失業対策道路改良工事として着工[2][要出典]
- 1954年1月20日 - 建設省告示第16号が公布され、県道平小野新町線と平小名浜線の一部がそれぞれ主要地方道平小野新町線、平小名浜線に指定される。
- 1954年3月31日 - 小名浜町が周辺町村と合併し磐城市となり、平磐城線となる。[2][要出典]
- 1964年4月 - 平菱川町〜小名浜本町全線開通。[2][要出典]
- 1964年12月28日 - 建設省告示台3620号が公布され、県道平小野新町線、平磐城線、平停車場線がそれぞれ主要地方道平小野線、平磐城線、平停車場線に指定される。
- 1966年6月 - 全線舗装化[2][要出典]
- 1971年 - 県道改良のための調査開始[2][要出典]
- 1971年6月26日 - 建設省告示第1069号が公布され、県道平小野線、平磐城線、平停車場線が主要地方道いわき小野線に指定される。また、県道上戸渡小川郷停車場線、下川内広野線の一部、富岡大越線の一部、古道吉間田滝根線の一部が主要地方道いわき古道線に指定される。
- 1973年 - 鹿島街道混雑緩和のため国道6号常磐バイパスの建設計画が変更される。[2][要出典]
- 1973年8月 - 平正内町〜小名浜字船引場12.4kmが都市計画道路平磐城線として決定される。[2][要出典]
- 1974年 - 平正内町〜常磐上矢田町間4.17kmがバイパス建設、常磐上矢田町〜鹿島町御代間7.12kmが現道拡幅4車線化されることに決定。翌年用地買収開始。[2][要出典]
- 1976年4月1日 - 建設省告示第935号が公布され、県道いわき小野線の一部といわき古道線が主要地方道いわき古道線に指定される。
- 1981年4月30日 - 政令第153号が公布され、主要地方道いわき古道線の一部が国道399号に指定される。
- 1982年4月1日 - 建設省告示第935号が公布され、県道いわき古道線の一部が小名浜平線に指定される。
- 1983年（昭和58年）1月11日 - 福島県によって県道路線に認定される[3]。
- 1989年3月 - 平谷川瀬〜常磐上矢田町間2.9kmが4車線開通。同時に国道6号常磐バイパスが当路線まで開通。[2][要出典]
- 1992年4月 - 御代坂〜岡小名交差点間4車線開通。[2][要出典]
- 1993年（平成5年）5月11日 - 建設省から、県道小名浜平線が小名浜平線として主要地方道に指定される[4]。
- 2003年度 - 岡小名交差点〜花畑町交差点（いわき市役所小名浜支所前）間4車線開通。[2][要出典]
- 2015年度 - 花畑町交差点〜起点間4車線開通。[2][要出典]
- 2016年 - 当路線起点から南進する小名浜臨港道路が4車線開通。従来は当路線から小名浜港へのアクセスはクランク状に交差点を右左折していたが、福島臨海鉄道小名浜駅の西側への移転により、当路線から直進してアクアマリンふくしまなどの主要観光地に直結するようになった。[2][要出典]
- 2019年8月24日 - 鹿島町久保付近にて岩山の経年劣化による崖崩れが発生し、鹿島町船戸 - 鹿島町走熊間の延長1.5kmが全面通行止めとなる[5]。
- 2019年8月29日 - 同年8月24日の崖崩れによって全面通行止めとなっていた区間を片側一車線規制にて通行止め解除[6]。

## 路線状況

### 重用路線
- 福島県道241号下高久谷川瀬線（いわき市平南白土八ツ坂 - 同市平正内町（終点））[7][要出典]
- 福島県道229号甲塚古墳線（いわき市平三倉 - 同市平正内町（終点））

### 道路施設
下荒川跨道橋
- 全長：24.5m
- 幅員：26.8m
- 竣工：1988年[8]

郷ケ丘2丁目、平下荒川字南作に位置し、国道6号常磐バイパスを渡る南作交差点の立体交差部である。
八ツ坂トンネル
三倉橋
- 全長：58.3m
- 幅員：16.8m
- 竣工：1981年[9]

平谷川瀬3丁目から平字倉前、字作町3丁目に至り、二級水系夏井川水系新川を渡る。橋上は上下対向2車線及び南詰の交差点の右折車線の計3車線で供用され、上下線両側に歩道が設置されており、車道と歩道の間には花壇が整備されている。

### 旧道
いわき市道十五町目若葉台線
若葉台交差点から平十五町目（県道20号・国道399号いわき駅前大通り交点）を結ぶ路線であり、従来からの鹿島街道の区間である。旧道ではあるがいわき駅前大通り（国道399号）に直結していること、沿線に明治団地や自由ケ丘といった住宅街やロードサイド店の展開が行われていたため今もなお交通量は多く、菱川橋から南の区間は片側1車線である。
明治時代に開削され、1920年に旧道路法のもと指定された県道平小名浜線の改良として1953年6月に着工され、1964年4月に平菱川町から現在の県道起点である小名浜本町までが片側1車線で全線開通した。戦前に立案されるも戦況悪化により計画が消滅した平〜小名浜間自動車専用道路の計画を基本に建設された。この工事では福島県で初めて経済企画庁の調整費が適用された。1966年6月に全線舗装化され、平〜小名浜間の所要時間は従来の半分程度となった。しかしモータリゼーションの進展と沿線の商業化、小名浜地区の工業化により交通量が急増し渋滞の悪化が深刻になったため、1974年からバイパス建設事業が開始された。

## 地理

### 通過する自治体
- 福島県
  - いわき市

### 交差する道路
- 福島県道15号小名浜四倉線・福島県道156号小名浜港線（いわき市小名浜字本町（小名浜本町交差点） 起点）
- 福島県道66号小名浜小野線（いわき市小名浜岡小名字御代坂）
- 福島県道48号江名常磐線（いわき市鹿島町走熊字小神山）
- 福島県道378号高久鹿島線（いわき市鹿島町下矢田字曲田）
- 国道6号 常磐バイパス（いわき市平下荒川字南作）
- 福島県道241号下高久谷川瀬線 新舞子海岸方面（いわき市平南白土字八ツ坂）
- いわき市道内郷平線（いわき市平谷川瀬3丁目）
- 福島県道229号甲塚古墳線（いわき市平三倉）
- 国道399号（いわき市平正内町（正内町交差点）終点）

### 沿線にある施設など
- いわき市役所小名浜支所（旧磐城市役所）
- いわき東警察署
- いわきエブリア（ヨークベニマルエブリア店・ショッピングセンターエブリア）
- いわき市中央卸売市場
- いわきニュータウン
  - 中央台団地
  - 郷ケ丘
- 久世原団地
- いわき市上荒川運動公園
- 福島県立平工業高等学校
- ヨークタウン谷川瀬（ヨークベニマル新谷川瀬店・トイザらスいわき店等）